# 安德烈亚斯·贝希
安德烈亚斯·贝希（德語：Andreas Bech，1969年1月26日—），德国男子赛艇运动员。他曾代表德国参加世界赛艇锦标赛，获得一枚金牌。他也曾参加2004年夏季奥林匹克运动会。